# Cumnock

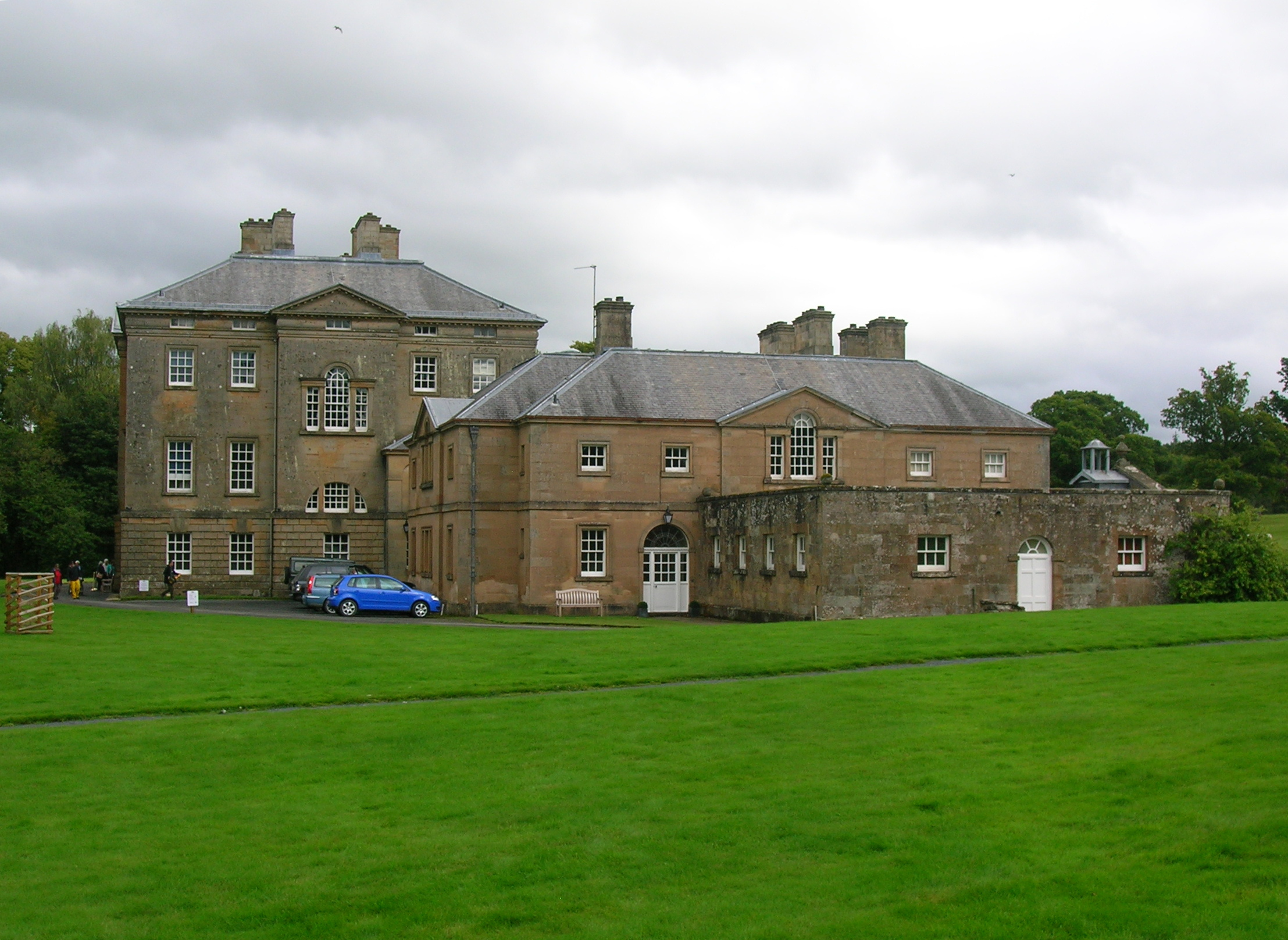
Cumnock: la Dumfries House

Cumnock (in gaelico scozzese: Cumnag), conosciuta anche come Old Cumnock, è una cittadina (e un tempo burgh) di circa 9.000 abitanti della Scozia sud-occidentale, facente parte dell'area amministrativa dell'East Ayrshire e situata nella regione dello Strathclyde.
La località vanta un grande passato industriale.

## Geografia fisica
Cumnock si trova nella parte centro-meridionale dell'East Ayrshire, a nord del corso del fiume Nith e a circa metà strada tra le località di Ayr (situata sulla costa) e Sanquhar (rispettivamente ad est della prima e a nord-ovest della seconda).

## Storia
Agli inizi del XIX secolo, la cittadina divenne famosa per la fabbricazione di scatole per il tabacco, le cosiddette "scatole da tabacco di Cumnock".
Nel 1964, fu poi aperta una fabbrica di scarpe, che produceva un milione di paia l'anno.

## Monumenti e luoghi d'interesse
Cumnock ha un aspetto architettonico prettamente vittoriano.

### Croce di mercato
Tra i monumenti più famosi, figura la croce di mercato, risalente al 1703.

### Chrichton Church
Altro edificio d'interesse è la Chrichton Church, risalente al 1899.

### Dumfries House e Terringzean Castle
Altro edificio d'interesse ancora è la Dumfries House, costruita tra il 1754 e il 1759 su progetto degli architetti John, Robert and James Adam e per volere di William Dalrymple, V conte di Dumfries.
Nella tenuta si trovano anche le rovine del Terringzean Castle.

## Società

### Evoluzione demografica
Nel 2014, la popolazione stimata di Cumnock era pari a circa 8.900 abitanti, dato molto simile a quello del 2004, quando la cittadina contva 8.844 abitanti.
La località ha conosciuto un decremento demografico rispetto al 2011, quando contava 9.039 abitanti e soprattutto rispetto al 2004, quando contava 9.127 abitanti, e al 2001, quando contava 9.550 abitanti.